# جزر بانجاي
جزر بانجاي (بالإندونيسية: Kepulauan Banggai) هي مجموعة من الجزر تقع في الطرف الشرقي لجزيرة سولاوسي وتتبع مقاطعة سولاوسي الوسطى في إندونيسيا. الجزر محاطة ببحر باندا وبحر الملوك. ويفصلها مضيق بيلانغ عن جزيرة سولاوسي.
أهم جزرها:
- جزيرة بيلانغ
- جزيرة بانجاي
- جزيرة بووكان
- جزيرة لابوبو
- جزيرة كيبونغان
- جزيرة كوتودان
- جزيرة تروبيتناندو
- جزيرة تيمباو
- جزيرة سالو الكبرى
- جزيرة سالو الصغرى
- جزيرة ماسيب
- جزيرة بانغكولو

## المواصلات
يتم الوصول إلى الجزر من خلال شركة ميرباتي نوسانتارا من بالو (مركز سولاوسي الوسطى). وهناك أيضا خدمة الحافلات عبر لووك ثم بواسطة قارب أو سفينة للوصول إلى بانجاي.